# Алексије Комнин (цезар)
Алексије Комнин (рођен око 1170. године; умро после 1192. године) био је ванбрачни син цара Манојла I, и његове љубавице Теодоре Ватац, Византијске племкиње. Алексије се око 1183. године оженио Ирином, ћерком цара Андроника I, али је убрзо по наређењу истог цара ослепљен и послат у изгнанство. Цар Исак II, наследник цара Андроника I, дигао је Алексија у чин севастократора, а потом и цезара; тада је (око 1192. године) збачен и предао се монашком животу; убрзо се вратио и повратио је свој положај.